# Jake Scott
Jake Scott (Londra, agosto 1965) è un regista britannico.
È principalmente noto per i suoi video musicali. La maggior parte di essi sono stati prodotti dalla Ridley Scott Associates, una suddivisione della Black Dog Films.

## Carriera
Scott ha realizzato video per artisti come Soundgarden, The Smashing Pumpkins, Live, Blind Melon, Tori Amos, Radiohead, Lily Allen, Oasis, The Supernaturals, The Strokes, The Verve, R.E.M. e U2.
Ha anche diretto dei film: Plunkett & Macleane (1999), Welcome to the Rileys (2010) e American Woman (2018).
È il figlio del regista e proprietario della Ridley Scott Associates, Ridley Scott.

## Filmografia

### Attore
- Cyber Seduction: His Secret Life, regia di Tom McLoughlin – film TV (2005)

### Regista

#### Cinema
- Plunkett & Macleane (1999)
- Welcome to the Rileys (2010)
- American Woman (2018)
- Kipchoge: The Last Milestone (2021) - documentario
- Oasis Knebworth 1996 (2021) - documentario

#### Videoclip musicali
- 1992 - Cypress Hill: Stoned is The Way of The Walk
- 1992 - Cypress Hill: Real Estate
- 1993 - k.d. lang: The Mind of Love (Where's Your Head?)
- 1993 - R.E.M.: Everybody Hurts
- 1993 - Circus of Power: Mama Tequila
- 1994 - Love Spit Love: Am I Wrong?
- 1994 - k.d. lang: Hush Sweet Lover
- 1994 - The Smashing Pumpkins: Disarm
- 1994 - Tori Amos: Past the Mission
- 1994 - The Rolling Stones: Out of Tears
- 1994 - Soundgarden: Fell on Black Days
- 1994 - Live: Lightning Crashes
- 1995 - Tracy Bonham: Mother Mother
- 1995 - Bush: Come Down
- 1995 - Don Henley: The Garden of Allah
- 1995 - Ned's Atomic Dustbin: All I Ask of Myself is That I Hold Together
- 1995 - Radiohead: Fake Plastic Trees
- 1995 - Luscious Jackson: Here
- 1995 - The Verve: On Your Own
- 1995 - Blind Melon: Galaxie
- 1995 - Dana Dane: Uncle Chester
- 1995 - Natalie Merchant: Wonder
- 1995 - Oasis: Morning Glory
- 1995 - Tina Turner: GoldenEye
- 1996 - Spacehog: In The Meantime
- 1996 - Soundgarden: Burden In My Hand
- 1996 - The Cranberries: When You're Gone
- 1997 - U2: Staring at the Sun
- 1999 - U.N.K.L.E. feat. Ian Brown: Be There
- 1999 - No Doubt: New
- 1999 - Sash!: Colour The World
- 2001 - Goldfrapp: Human
- 2004 - The Strokes: Reptilia
- 2004 - Pink: God is a DJ
- 2004 - George Michael: Flawless (Go to the City)